# Aldingen (Remseck)
Aldingen ist ein Stadtteil der Stadt Remseck am Neckar im Landkreis Ludwigsburg in Baden-Württemberg. Der Ort befindet sich nördlich anschließend an Stuttgart und war vor 1975 als Aldingen am Neckar eine selbständige Gemeinde. Von 1975 bis 1977 trug auch die damals neu gegründete Gemeinde Remseck den Namen Aldingen am Neckar. Heute ist Aldingen sowohl nach Einwohnern als auch Gemarkungsfläche der größte Remsecker Stadtteil. Die Gemarkung Aldingen beherbergt zudem den Remsecker Anteil an der Siedlung Pattonville, die mit diesem Anteil den zweitgrößten Stadtteil Remsecks bildet, womit rund die Hälfte der Einwohner Remsecks auf dem Gebiet der ehemaligen Gemeinde Aldingen leben.

## Geographie

### Lage und Topographie

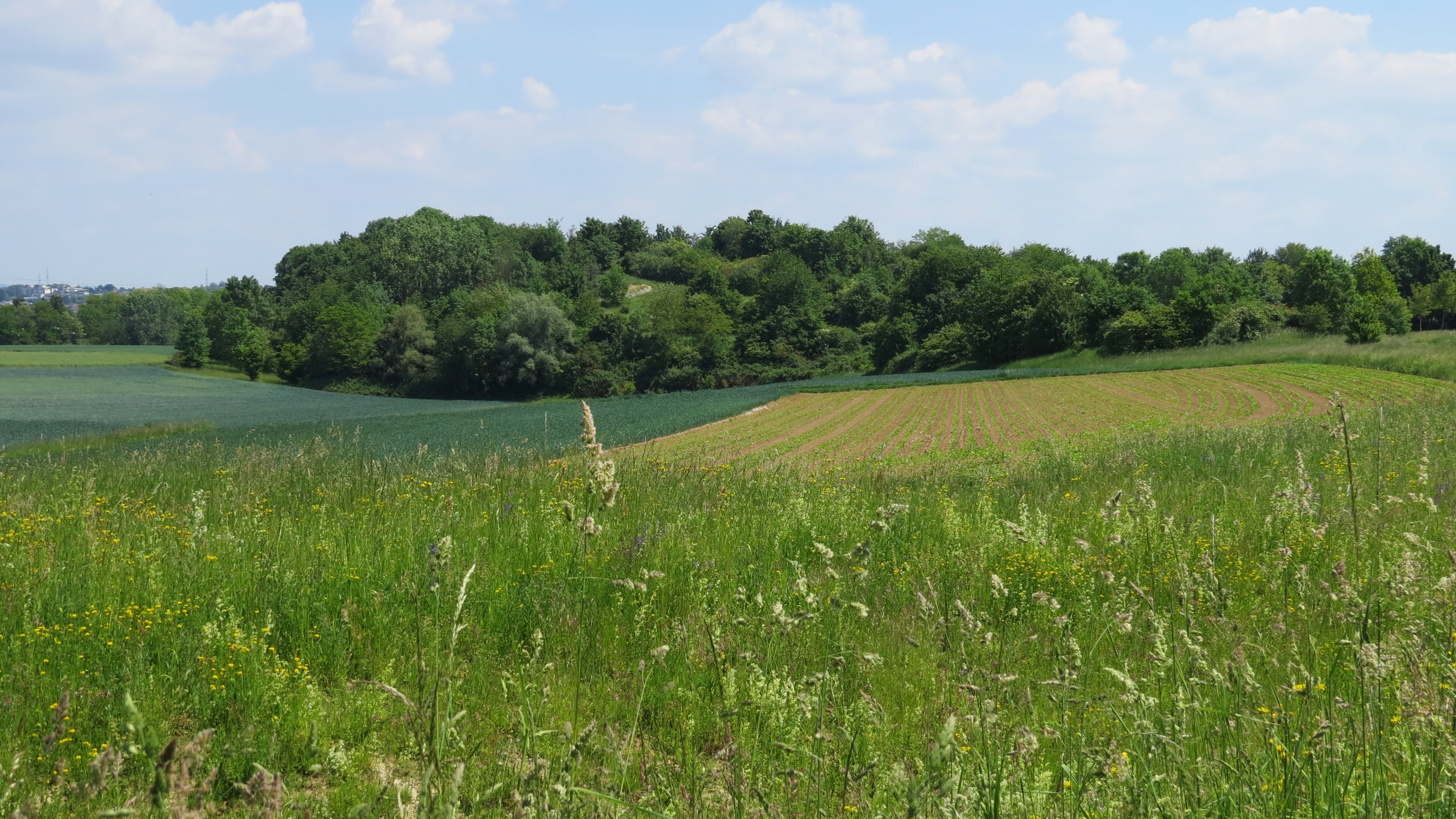
Sogenannter „Dreckberg“: Ein künstlicher Hügel nördlich von Aldingen

Aldingen befindet sich im Süden des Naturraums Neckarbecken und somit mitten in der Region Stuttgart. Der Ort liegt entlang des nach Norden fließenden Neckars in dessen Talsohle und erstreckt sich mittlerweile auf beide Seiten des in diesem Bereich seit den 1930er Jahren kanalisierten und in seinem Verlauf stark begradigten Flusses. Dabei konzentrieren sich der Ortskern und die Wohngebiete auf der linken Neckarseite während rechts des Neckars ein Gewerbegebiet liegt. Oberhalb des Neckartals und nördlich sowie westlich des Ortskerns beginnt das Lange Feld, eine fruchtbare, lösbedeckte Ebene. Einzelne Trockentäler wurden hier zum Straßenbau genutzt (Lange Straße, Kornwestheimer Straße, Ludwigsburger Steige) und sind mittlerweile von Wohngebieten umgeben.
Ein von Aldingen gesehen nordöstlicher Ausläufer des Langen Feldes ist das Gomperle, welches das Regental, ein ehemaliges Trockental, vom Neckartal trennt. Der Aldinger Anteil des Regentals wurde allerdings größtenteils im späten 20. Jahrhundert durch Bauaushub zu einem künstlichen Hügel aufgeschüttet, welcher umgangssprachlich als Dreckberg bezeichnet wird. Entlang des Gomperle fällt das Lange Feld durch einen bis ins 19. Jahrhundert für Weinbau genutzten und als Halden bezeichneten Hang steil ins Neckartal ab. Auch das Gebiet oberhalb der Halden ist mittlerweile bebaut und das Wohngebiet nach dem Hang benannt. Pattonville entstand ehemals als Teil Aldingens jedoch räumlich von diesem getrennt im Wesentlichen auf dem sogenannten „Aldinger Berg“, einer kleinen Anhöhe, die vor etwa einer Million Jahre durch die Ablagerung von Neckarschotter entstand und als lokale Wasserscheide fungiert.
Am südlichen Ortsrand von Aldingen mündet der Holzbach in den Neckar. Der Bach durchfließt auf dem südlichen Gemarkungsgebiet von Aldingen seine Talrinne Mussental (auch: Kuffental, Müssental, Mussenbachtal oder Holzbachtal), in welcher sich das Biotop „Feldgehölz Waldweingärten“ befindet.

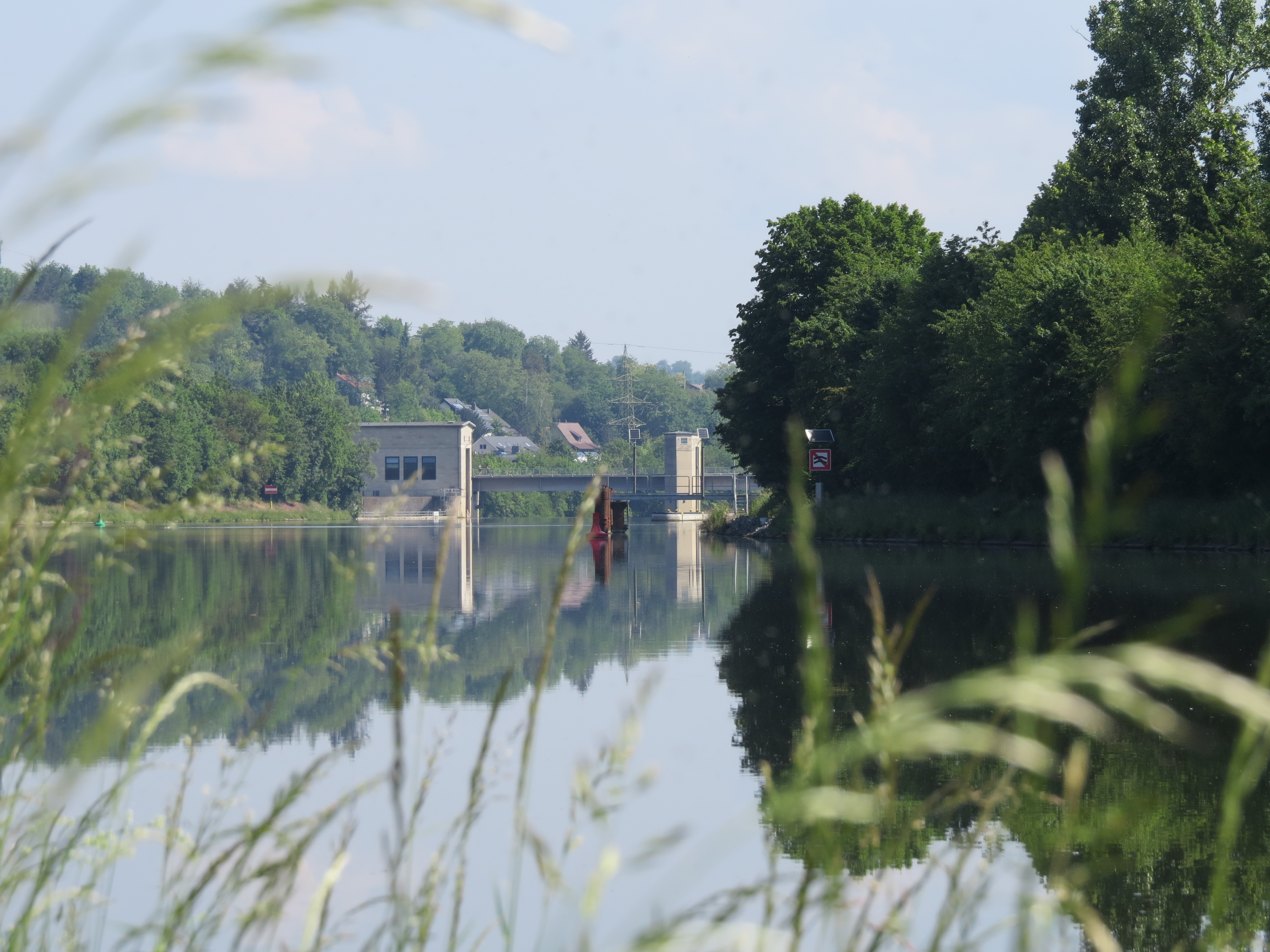
Der Neckar bei Aldingen, im Hintergrund die Staustufe

Der niedrigste Punkt der Aldinger Gemarkung ist am Flussbett des Neckars unterhalb der Staustufe Aldingen. Zwischen Aldingen und der Staustufe Poppenweiler besitzt der Neckar ein Stauziel von etwa 203 m über NN. Der höchste Punkt der Aldinger Gemarkung ist nördlich von Pattonville an der unmittelbaren Markungsgrenze zu Ludwigsburg auf der Ossweiler Höhe mit je nach Angabe um 307 m oder 309 m, so dass auf Aldinger Gemarkung Höhenunterschiede von maximal etwas mehr als 100 m auftreten.

### Nachbarorte
Durch das westlich von Aldingen gelegene Pattonville verläuft die Gemarkungsgrenze zu Kornwestheim. Weiter nördlich auf der Oßweiler Höhe grenzt die Aldinger Gemarkung an die Ludwigsburger Stadtteile Grünbühl-Sonnenberg und Oßweil. Im Nordosten von Aldingen befinden sich die wie Aldingen zu Remseck gehörenden Orte Neckargröningen und Neckarrems. Im Südosten liegt der Fellbacher Stadtteil Oeffingen. Im Süden grenzt die Aldinger Gemarkung an den Stuttgarter Stadtbezirk Mühlhausen.

### Ortsgliederung

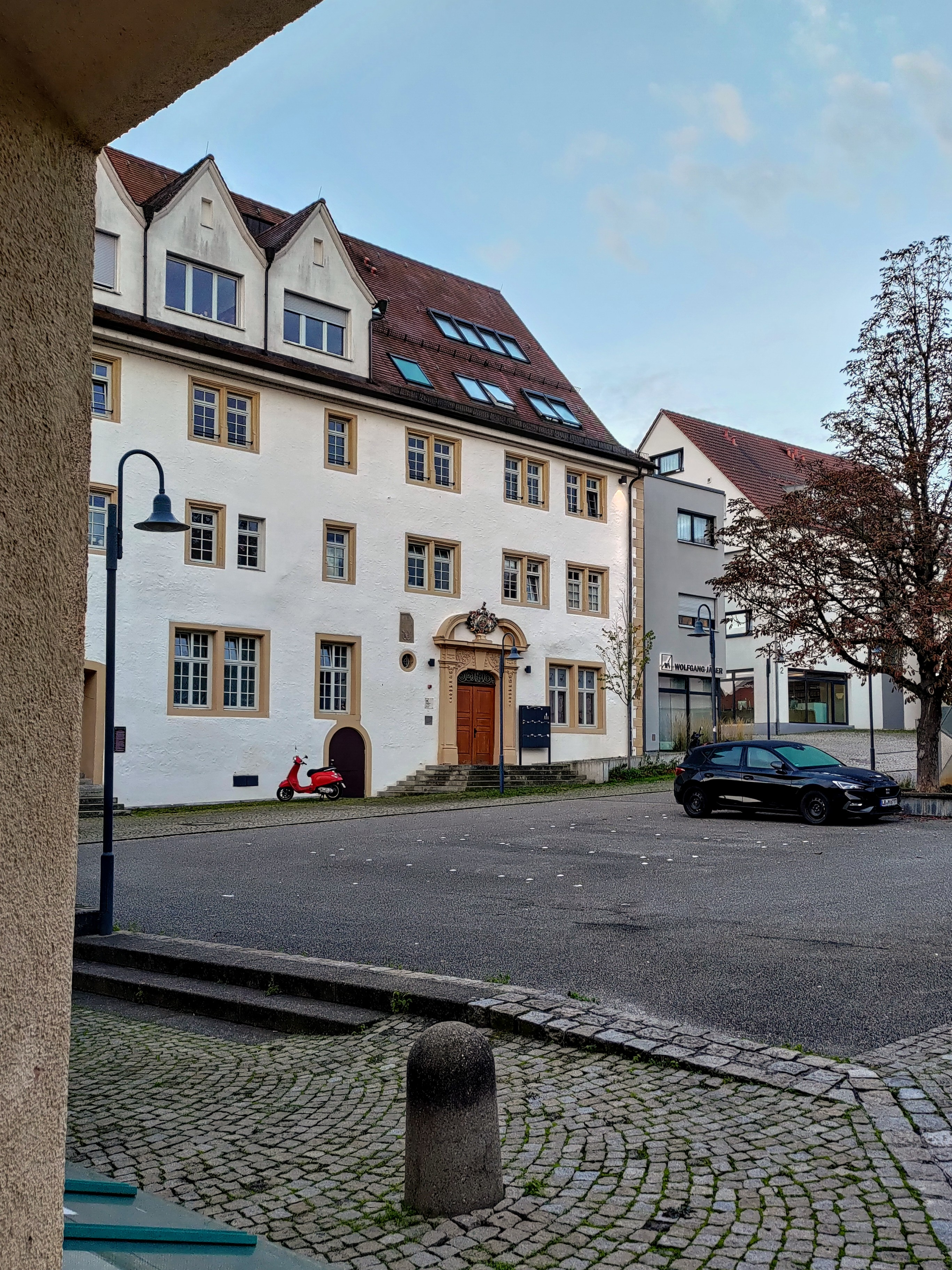
Blick in den Hof von Schloss Aldingen, 2022

Die Gemarkung Aldingen beherbergt die beiden räumlich getrennten Remsecker Stadtteile Aldingen und Pattonville. Die einzelnen Stadtteile besitzen keine weitere Untergliederung jedoch haben sich in Aldingen stellenweise Namen für räumlich oft nicht exakt abgegrenzte Teilgebiete gebildet. Der Bereich des historische Ortskerns sowie der sich im Ortskern treffenden drei Hauptverkehrsachsen (Cannstatter Straße, Neckarstraße, Kornwestheimer Straße) ist als Ortsmitte ausgeschildert. Die Wohngebiete westlich der Ortsmitte und südlich der Kornwestheimer Straße sind als Aldingen-West ausgeschildert. Das nördliche Wohngebiet Halden gilt als größtes zusammenhängendes Wohngebiet Remsecks. Das östlich vom Ortskern nur über die Wehrbrücke der Aldinger Schleuse zu erreichende Gewerbegebiet auf der rechten Neckarseite wird gelegentlich als „Gewerbepark Aldinger Schleuse“ bezeichnet, ist zumeist aber einfach als Gewerbegebiet Aldingen ausgeschildert. Weitere Gewerbegebiete in Aldingen befinden sich angrenzend an die Ortsmitte entlang der Neckarstraße sowie südlich des Ortes am Holzbach. Das weiter südlich an das Gewerbegebiet am Holzbach angrenzende Stuttgarter Hauptklärwerk befindet sich bereits ebenfalls größtenteils auf Aldinger Gemarkung.
Zwischen Aldingen und Pattonville gelegen, findet sich der Wohnplatz Markgröninger Weg. Auf der vom Aldinger Ortskern abgewandten Seite des Mussentals auf einer nach Süden zum Neckar hin geneigten Ebene befindet sich das Gehöft Sonnenhof.

## Geschichte

### Frühgeschichte

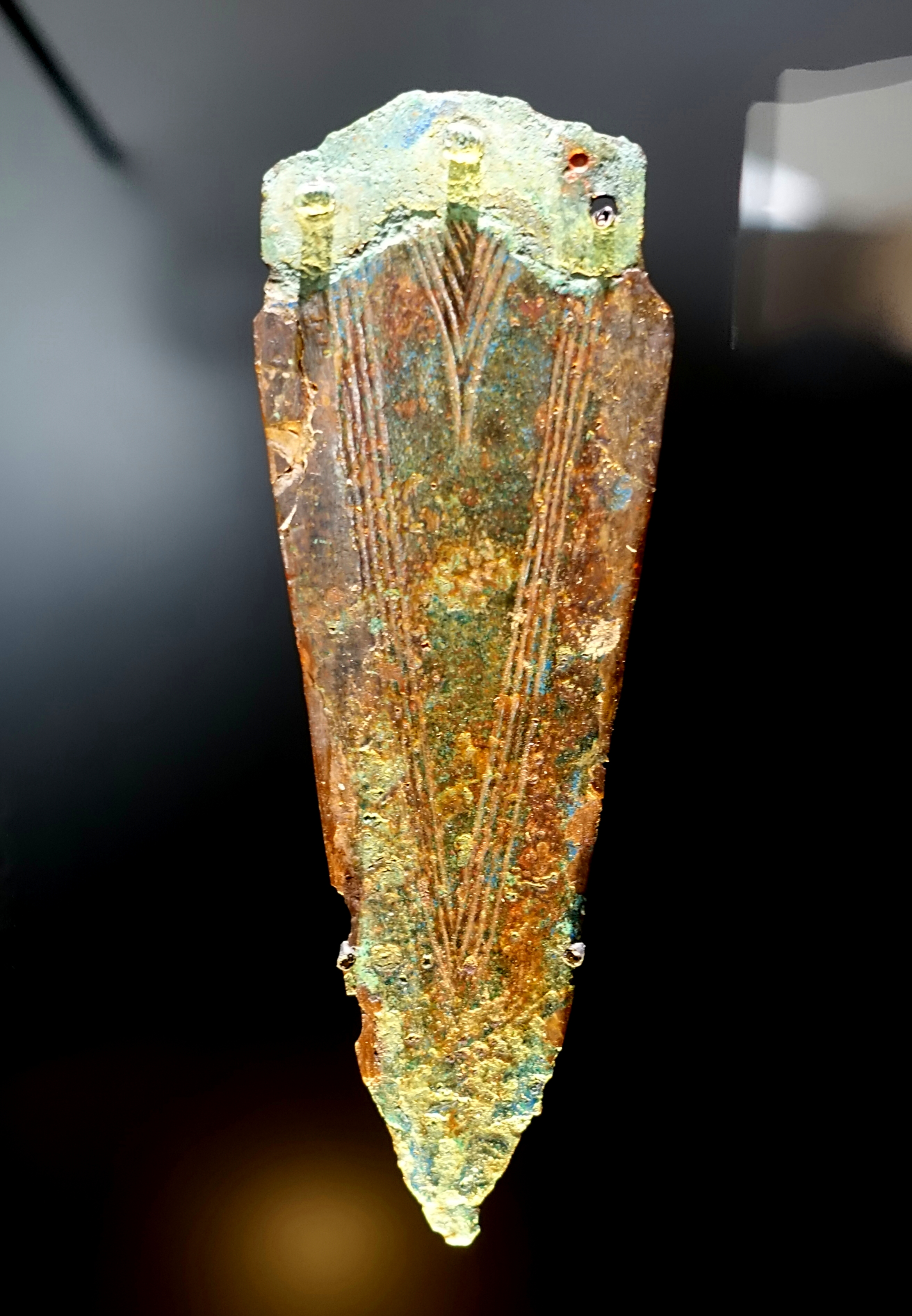
Verzierte Dolchklinge von etwa 2000 v. Chr. aus einer Fundstätte bei Aldingen, Landesmuseum Württemberg

Seit dem Frühneolithikum gibt es auf Aldinger Gemarkung Funde aus allen frühgeschichtlichen Perioden. Das heißt, dass seit der Sesshaftwerdung des Menschen das Gebiet des heutigen Aldingen besiedelt war – wenngleich möglicherweise mit Unterbrechungen. Unter anderem wurden 1988 in Aldingen mehrere Gruben der Schussenrieder Kultur untersucht. Aus der Frühen Bronzezeit wurde im heutigen Wohngebiet Halden die größte bekannte Nekropole der Neckar-Gruppe gefunden. Im Rahmen von Bauarbeiten zur Erweiterung von Pattonville im Jahr 2006 wurden dort unter anderem Siedlungsspuren aus der späten Hallstatt- oder frühen Latènezeit gefunden. Bereits im 19. Jahrhundert fand man die Überreste von vier römischen Gutshöfen, einen davon am Aldinger Berg, dem heutigen Siedlungskern von Pattonville. Ein weiterer dieser Gutshöfe in der Flur Klingelbrunnen war der Ursprung einer bis ins 19. Jahrhundert verbreiteten lokalen Sage von einem verschwundenen Schloss auf der rechten Neckarseite.
Entlang der Straße von Aldingen über Pattonville nach Ludwigsburg wurden im Weiteren mehrere suebische Gräber aus der frühen Merowingerzeit gefunden. Trotz zahlreicher weiterer zeitlich passender Grabfunde auf Aldinger Gemarkung, zumeist im Bereich des heutigen Pattonville, ist nicht abschließend geklärt, wo sich die zu diesen Gräbern gehörende Siedlung befand. Wahrscheinlich wurde sie noch vor der Gründung des heutigen Ortes wieder aufgegeben. Jedenfalls fehlen Funde aus dem späten 6. Jahrhundert.

### Ortsgründung und Namensgebung
Weitere Funde aus alamannischer Zeit gab es wieder ab dem 7. Jahrhundert, diesmal im Bereich der heutigen Wohnbebauung Aldingens. Die zu diesen Funden gehörenden Höfe gingen wohl im mittelalterlichen Aldingen auf. Auch die Endung des Ortsnamens auf -ingen deutet auf eine Gründung in alamannischer Zeit hin. Zudem soll sich bereits im 7. oder 8. Jahrhundert in Aldingen eine Kirche befunden haben. Die erste urkundliche Erwähnung war im Hirsauer Codex für das Jahr 1100 als Winther von Oßweil die Kirche des damals noch als Almendingen bezeichneten Dorfs samt vier Hufen Land dem Kloster Hirsau schenkte. Bei der Kirche handelte es sich um einen Vorgängerbau der heutigen Margaretenkirche.
Der in frühen Quellen verwendete Name Almendingen verweist auf einen möglicherweise Alamund genannten Gründer des Ortes, wobei die Gründung nicht zwingend durch ihn selbst, sondern auch durch Angehörige seiner Sippe erfolgt sein kann. Möglich sind die Deutungen des Ortsnamens als „bei den Blutsverwandten des Alamund“ oder „bei den Leuten, die in der von Alamund gegründeten Siedlung wohnen“. Der ursprüngliche Ortsname lautete daher wahrscheinlich Alamundingen und entwickelte sich von diesem über die Form Almendingen zu Aldingen. Die heutige Schreibweise ist bereits ab 1275 in Urkunden nachgewiesen.

### Kaltentalische Herrschaft (1278 bis 1746)

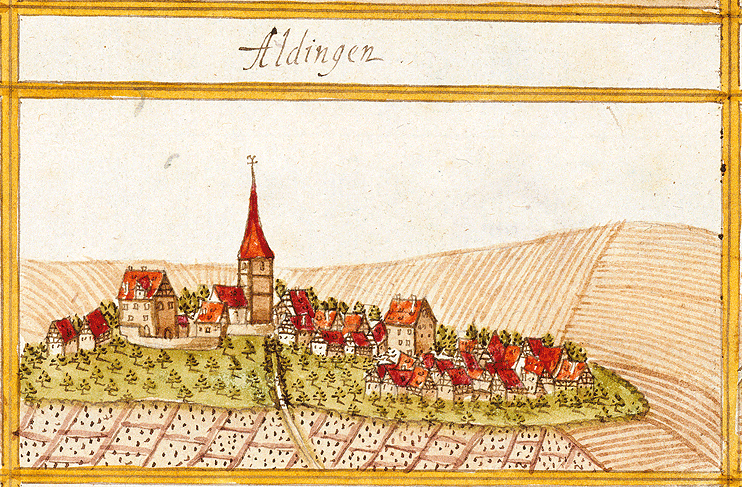
Ansicht aus dem Kieserschen Forstlagerbuch (1682)

Die 468 Jahre kontinuierlich andauernde Ortsherrschaft der Herren von Kaltental begann im Jahr 1278, als Burggraf Walter von Kaltental und seine Söhne die Herrschaft Aldingen als Lehen durch Graf Ulrich von Asperg erhielten. 1308 kam die Lehenshoheit über Aldingen an Württemberg. Die Kaltentaler zogen spätestens 1318 von Burg Kaltental nach Aldingen als Burggraf Johann II. und seine Brüder den alten Stammsitz verkauften. Etwa in diese Zeit fällt auch der Bau eines ersten Adelssitzes in Aldingen – im Volksmund Schlössle genannt.

Ab Mitte des 16. Jahrhunderts waren die Kaltentaler mitsamt der Herrschaft Aldingen im Ritterkanton Kocher des Schwäbischen Ritterkreises immatrikuliert. Aldingen erhielt damit den Status einer reichsritterschaftlichen Herrschaft, was unter anderem zur Folge hatte, dass die Steuern über den Ritterkanton direkt an den Kaiser gingen und nicht an Württemberg. Auch in Fragen der Justiz besaß man als Teil der Reichsritterschaft von Württemberg größere Unabhängigkeit. 1568 führten Reinhard und Heinrich von Kaltental die Reformation ein, ihr an der Ortsherrschaft beteiligter Vetter Phillip Wolf von Kaltental verblieb jedoch, dem Beispiel seiner Tante, der Steinheimer Priorin Emerentia von Kaltental, folgend, beim alten Glauben. Die durch die drei kaltentalischen Dorfherren erlassene Dorfordnung von 1578 ließ daher den Bürgern Aldingens die Wahlfreiheit zwischen evangelischem und katholischem Glauben. In dieser Dorfordnung wurde auch bereits die Neckarfähre erwähnt, die später zum Aldinger Wappenbild wurde. Heinrich von Kaltental ließ 1580 das sogenannte Äußere Schloss als Sitz der evangelischen Linie der Kaltentaler errichten. Im Dreißigjährigen Krieg wurde Aldingen schwer in Mitleidenschaft gezogen, so wurden unter anderem Mühle und Badhaus zerstört. Während des Pfälzischen Erbfolgekrieges wurde Aldingen von französischen Truppen geplündert, ihnen fielen unter anderem die Kirchenglocken zum Opfer.

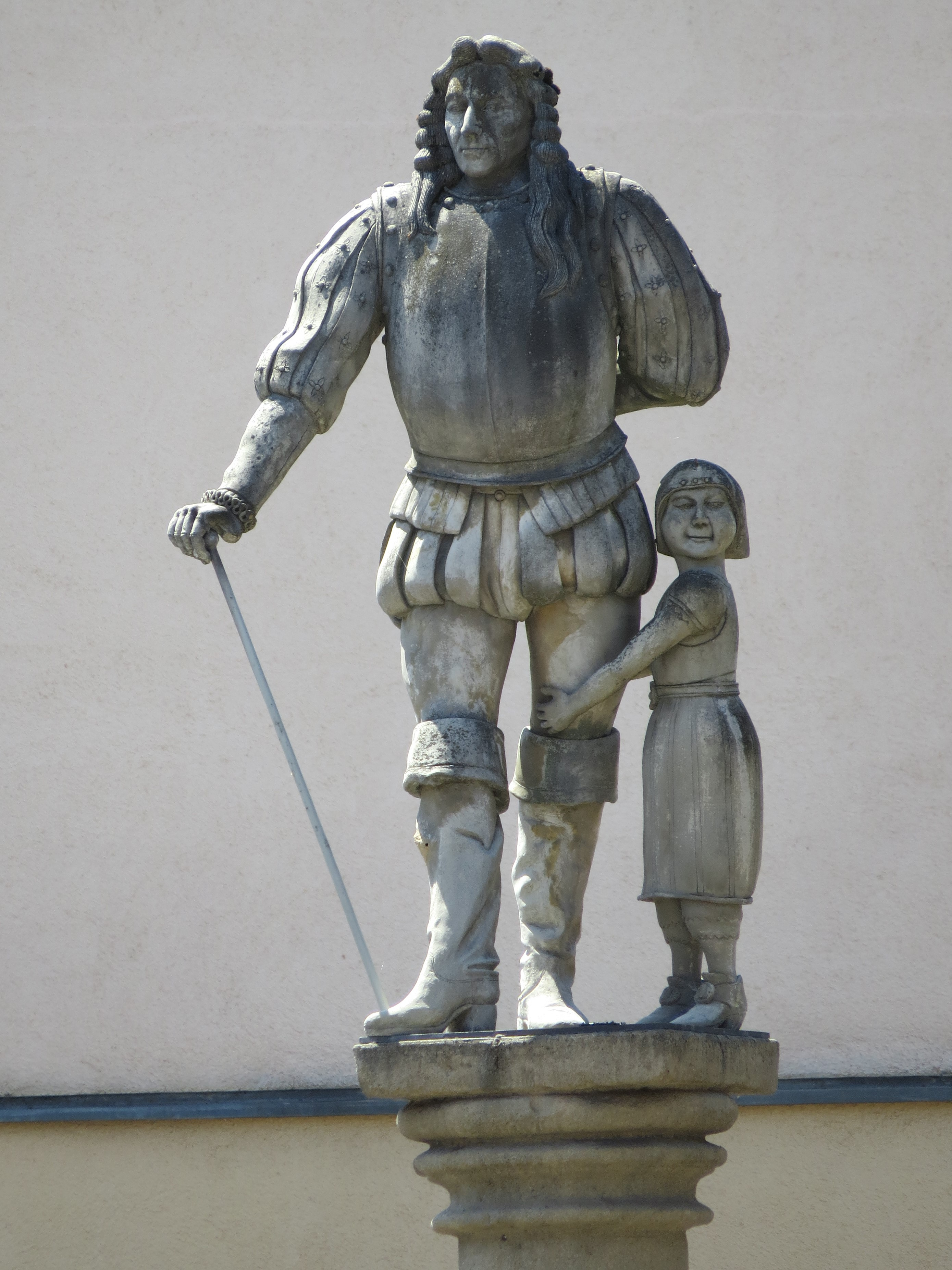
Skulptur von Peter Lenk (1997): Der Kaltentaler

Nachdem der kochersche Ritterdirektor und württembergische Obervogt Georg Wolf von Kaltental als letzter Vertreter der Aldinger Linie der Kaltentaler kinderlos gestorben war, fiel die Herrschaft Aldingen auf Geheiß von Herzog Carl Eugen 1746 vollständig an Württemberg zurück. Seine Zugehörigkeit zum Ritterkanton Kocher verlor Aldingen dennoch erst zu Beginn des 19. Jahrhunderts mit der Mediatisierung und der damit verbundenen Auflösung der Reichsritterschaft.

### Vom 19. Jahrhundert bis zur Gründung Remsecks 1975
Als Teil Württembergs kam Aldingen als Oberamtsstabsort zum Oberamt Ludwigsburg und dadurch schließlich auch zu dessen Nachfolger, dem Kreis (später: Landkreis) Ludwigsburg. Im Jahr 1913 wurde erstmals ein Fußgängersteg über den Neckar gebaut und so die Neckar-Fähre abgelöst um die Felder auf der rechten Neckarseite zu erreichen. In den 1930er Jahren änderte Aldingen sein Ortsbild dann durch die Begradigung und Kanalisierung des Neckars deutlich. Die Staustufe mit der Wehrbrücke ist in diesem Zusammenhang gebaut worden. Die zugehörige Schleusenanlage konnte vor Ausbruch des Zweiten Weltkrieges aber nicht mehr in Betrieb genommen werden. 1945 wäre die Brücke dann beinahe von der Wehrmacht gesprengt worden, vordringende französische Truppen konnten das vereiteln und besetzten die Brücke. Sie war damit in den letzten Kriegstagen die einzig verbliebene, befahrbare Neckarquerung im Bereich der Wasserstraßengebietsverwaltung Stuttgart. Im Jahr 1956 wurde die Schleusenanlage schließlich in Betrieb genommen. Auf der durch die Neckar-Begradigung gewonnenen Fläche entstanden unter anderem Schulen und Sportplätze.
Am nördlichen Markungsrand Aldingens befand sich der Ludwigsburger Exerzierplatz, der sich über Aldinger sowie Ludwigsburger und Kornwestheimer Markung erstreckte. Hier landete vom Fabrikhof der Daimler-Motoren-Gesellschaft kommend am 10. August 1888 das von Friedrich Hermann Wölfert konstruierte Luftschiff, was als erster Motorflug der Geschichte gilt. Auf dem Gelände des Exzerzierplatzes entstand 1935 ein Militärlager, das ab 1938 als Kriegsgefangenenlager (Stalag V A) sowie von 1945 bis 1946 als Internierungslager Internment Camp 71 für NSDAP-Funktionäre verwendet wurde. Ab 1947 ging das Areal nach und nach in zivile Nutzung über und wurde 1956 samt dem Aldinger Anteil nach Ludwigsburg eingemeindet, wodurch der Ludwigsburger Stadtteil Grünbühl entstand. 1955 errichtete die US-Armee die Siedlung Pattonville südlich anschließend an Grünbühl im Wesentlichen auf der Gemarkung Aldingens in der Flur Aldinger Berg.
Im Zuge der in den 1970er Jahren in Baden-Württemberg durchgeführten Gemeindereformen wurden mehrere Modelle diskutiert, was mit der Gemeinde Aldingen geschehen sollte. Die Entscheidung zur Gründung einer neuen Gemeinde zusammen mit den bis dahin ebenfalls selbständigen Gemeinden Hochberg, Hochdorf, Neckargröningen und Neckarrems fiel sehr kurzfristig. Zuvor war bereits von Aldinger Seite ein Eingemeindungsvertrag mit der Stadt Ludwigsburg unterzeichnet worden, gegen den im Landtag aber Einspruch erhoben wurde. Letzter Bürgermeister Aldingens war Albert Erhardt.

### Aldingen als Ortsteil von Remseck (seit 1975)
Mit dem 1. Januar 1975 wurde Aldingen Teil der neu gebildeten Gemeinde Remseck am Neckar, die bis 1977 den Namen Aldingen am Neckar trug. In den 1980er Jahren wuchs Aldingen in mehreren Schritten, wobei unter anderem das Wohngebiet Halden mit mittlerweile etwa 3000 Einwohnern entstand. 1994 wurde die Armee-Siedlung Pattonville in eine zivile Wohnsiedlung umgewandelt. Dazu wurde ein Teil der Aldinger Gemarkung an Kornwestheim abgetreten, sodass die John.-F.-Kennedy-Allee in Pattonville zur Stadtgrenze Remsecks wurde. Der weiterhin auf Aldinger Markung gelegene Teil Pattonvilles entwickelte sich daraufhin zum nach Aldingen zweitgrößten Stadtteil Remsecks.

## Religion

### Christliche Konfessionen

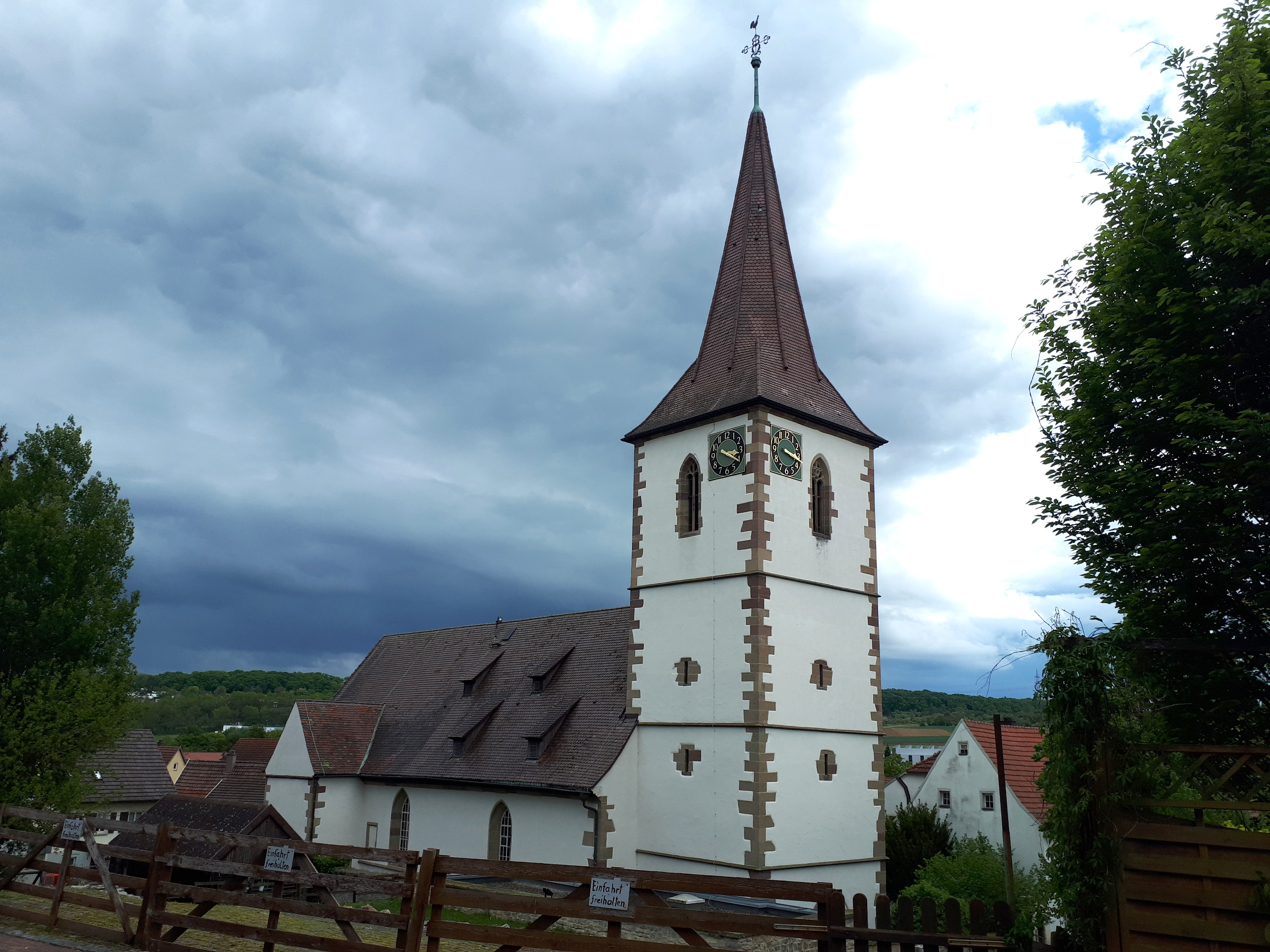
Margaretenkirche

Während die Dorfordnung von 1578 noch vorsah, dass römisch-katholische und evangelische Gottesdienste gleichermaßen in der Maregaretenkirche stattfinden sollten und die Dorfbewohner Wahlfreiheit bei der Konfession hatten, entwickelte sich Aldingen durch das frühe Aussterben der altgläubigen Linie der Herren von Kaltental im 17. Jahrhundert bald zu einem rein protestantischen Ort und die Aldinger Margaretenkirche zu einer rein protestantischen Kirche. Die hieraus entstandene evangelische Kirchengemeinde in Aldingen fusionierte schließlich 2019 mit anderen Remsecker Gemeinden zur Kirchengemeinde Remseck, die zum Kirchenbezirk Ludwigsburg in der Evangelischen Landeskirche in Württemberg gehört.

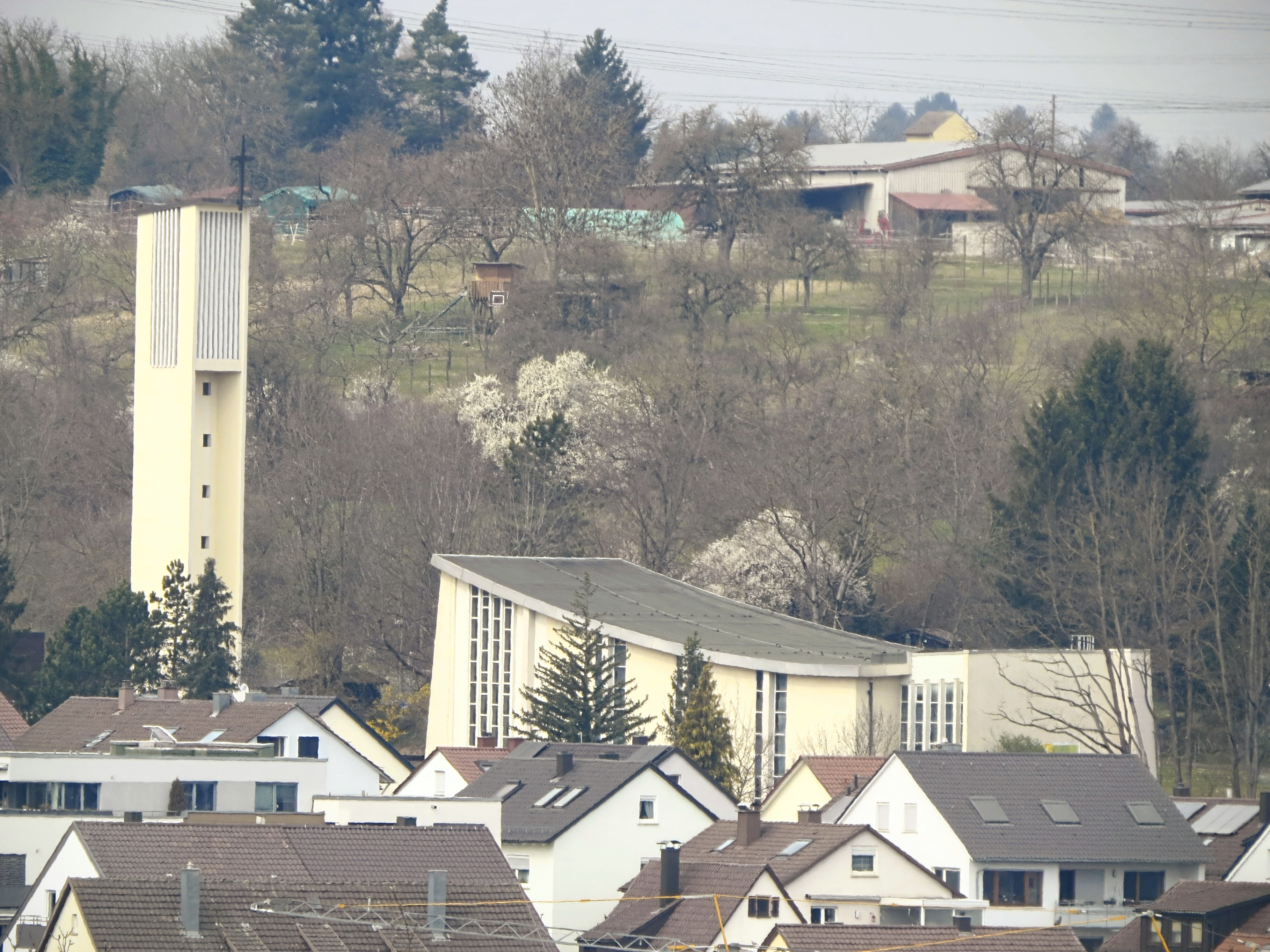
St. Petrus Canisius

Nach dem Zweiten Weltkrieg zog erneut eine größere Anzahl an Katholiken in den Ort. In der Folge wurde eine neue römisch-katholische Gemeinde gegründet und die Kirche St. Petrus Canisius erbaut. Die zugehörige Pfarrgemeinde Aldingen ist auch für Neckargröningen und Neckarrems zuständig und gehört mittlerweile zur Seelsorgeeinheit „Remseck mit LB-Poppenweiler“ innerhalb des Dekanats Ludwigsburg im Bistum Rottenburg-Stuttgart.
Neben den beiden großen Kirchen war in Aldingen seit 1921 auch die Neuapostolische Kirche vertreten. Ab 1954 war die Aldinger Gemeinde selbstständig. 1957 wurde ihr anschließend mehrfach umgebautes Gotteshaus eingeweiht. Die Gemeinde Aldingen fusionierte 2008 mit der Neuapostolischen Kirche in Neckarrems zur Gemeinde Remseck, woraufhin das Aldinger Gotteshaus aufgegeben wurde. 2018 wurde auch die Gemeinde von Stuttgart-Mühlhausen mit der Remsecker Gemeinde zusammengeführt. Sie gehört zum Kirchenbezirk Stuttgart-Bad Cannstatt.

### Jüdische Gemeinde (ca. 1730 bis 1872)
In Aldingen gab es von Mitte des 18. Jahrhunderts bis zum Ende des 19. Jahrhunderts eine israelitische Gemeinde. Sie hatte ihren Ursprung in zwei jüdischen Familien, die sich ca. 1730 mit Erlaubnis Georg Wolf von Kaltentals im sogenannten Pfaffenhaus bei der Margaretenkirche niederlassen durften. Die Juden richteten anfangs im Pfaffenhaus einen Betsaal ein, später diente ein Anbau an ein Haus in der Aldinger Kirchstraße als Synagoge. Aldingen war die Muttergemeinde der israelitischen Gemeinde in Ludwigsburg, welche ab 1828 zusammen mit Aldingen eine gemeinsame jüdische Gemeinde bildete, diese wurde 1849 auf Wunsch beider Orte aber getrennt. 1852 erreichte die jüdische Bevölkerung mit 122 Einwohnern ihren Höhepunkt. Ab dann begann ein Wegzug aus dem kleinen Ort in benachbarte Städte wie Ludwigsburg, Cannstatt und Stuttgart. Die Aldinger Gemeinde wurde in Folge der zahlreichen Wegzüge 1872 aufgelöst.

## Politik
Die aus der kaltentalischen Herrschaft Aldingen hervorgegangene Gemeinde Aldingen am Neckar (damals noch inklusive des heutigen Pattonvilles) war bis 1975 selbständig und mit eigenem Gemeinderat, dem ein Bürgermeister vorsaß. Als Rathaus diente Schloss Aldingen. Von 1946 bis zur Gründung des heutigen Remsecks zum 1. Januar 1975 übte Albert Erhardt das Amt des Aldinger Bürgermeisters aus. Seither wird Aldingen durch den Remsecker Gemeinderat und dessen Bürgermeister (seit 2007: Oberbürgermeister) vertreten.

### Wappen
| Wappen der ehemaligen Gemeinde Aldingen am Neckar | Blasonierung: „In Blau auf grünen Wellen ein goldenes bewimpeltes Segelschiff mit Aufbauten, im Bug ein stehender Schiffer mit schwarzer Hose und nacktem Oberkörper eine goldene Ruderstange haltend.“ |
| Wappen der ehemaligen Gemeinde Aldingen am Neckar | Wappenbegründung: Das Wappen wies auf die Neckarfähre bei Aldingen hin und war seit 1746 in den Gemeindesiegeln zu sehen. Die Farben wurden 1938 festgelegt. Vor 1746 nutzten die Herren von Kaltental ihr Familienwappen, welches ein silbernes Hirschgeweih mit Grind auf rotem Grund zeigt und das sich daher mehrfach an prominenter Stelle von historischen Gebäuden Aldingens wie z. B. der Margaretenkirche oder dem Schloss finden lässt. Dieses Wappen wurde auch von der Gemeinde Kaltental bis zu ihrer Eingemeindung in Stuttgart im Jahr 1922 verwendet und stand der Gemeinde Aldingen am Neckar daher nicht zur Verfügung. |

Die Hauptfarben des Aldinger Schiffs – Gold auf Blau – wurden auch als Hauptfarben für die neu geschaffene Remsecker Fahne sowie für das Remsecker Wappen verwendet. Das 2004 geschaffene Remseck-Logo verwendet die Farben ebenfalls. Das Aldinger Wappen wurde noch bis in die 1950er Jahre auch von den Sportlern des TV Aldingen genutzt und ist Teil des Logos zu den 125-Jahr-Feierlichkeiten des Vereins im Jahr 2023; bis heute ist das Wappen zudem Bestandteil im Logo des 1951 gegründeten Motorsportclubs Aldingen.

Wappen der ehemaligen Gemeinde Kaltental
Wappen der Stadt Remseck am Neckar

### Gemeindepartnerschaft

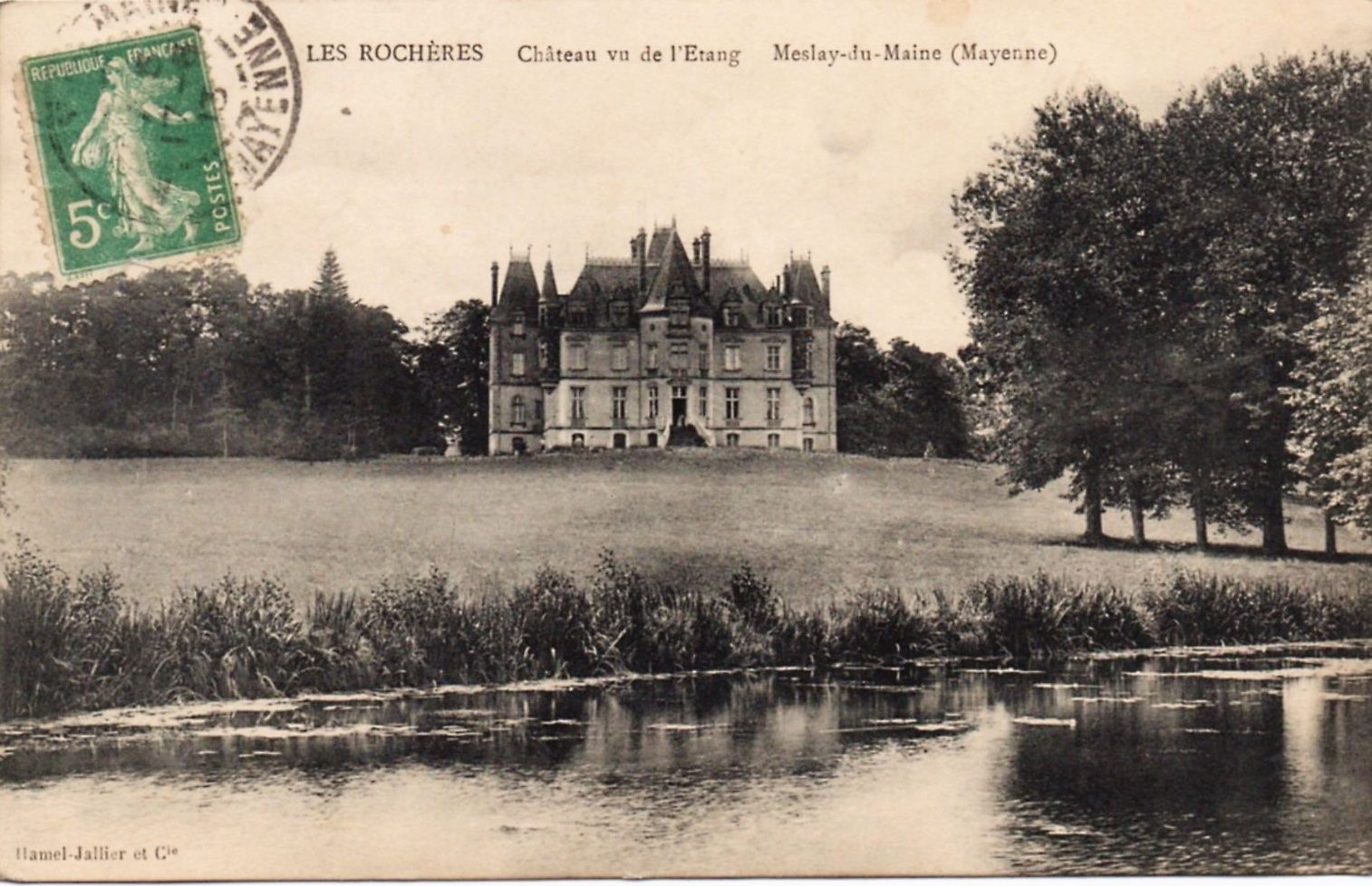
Postkarte des Chateau des Rochères bei Meslay-du-Maine

Im Jahr 1973 war der Musikverein Aldingen als einzige ausländische Musikgruppe bei der 100-Jahr-Feier des Orchesters Harmonie Sainte Cécile in Meslay-du-Maine beteiligt. Die hier geknüpften Kontakte zwischen Aldingen und Meslay wollte man daraufhin auch auf politischer Ebene pflegen und ausbauen. In der Folge verabschiedeten die beiden Gemeinden im Jahr 1974 eine Partnerschaft zwischen Aldingen und Meslay-du-Maine. Diese Partnerschaft ging im Zuge der Remsecker Gemeindefusion von Aldingen auf die Gesamtgemeinde über und wird bis heute gepflegt.

## Kultur und Sehenswürdigkeiten

### Museen und Archive
Der Verein Alt-Aldinger Handwerksgeschichte e. V. unterhält das „Handwerkermuseum Remseck-Aldingen“ mit unregelmäßigen Öffnungszeiten in einer ehemaligen Scheuer aus dem Jahr 1778. Die evangelische Kirchengemeinde unterhält die „Historische Pfarrbibliothek der Margaretenkirche“ sowie das „Archiv der Margaretenkirche“, welches Kunstgegenstände und historische Dokumente inklusive der Kirchenbücher ab 1577 enthält.

### Musik
Der Musikverein Aldingen wurde zwischen 1968 und 1986 durch Richard Zettler geleitet und tritt auch als Blasorchester Remseck auf. Zettler war zudem Leiter der Jugendmusikschule Remseck sowie einer der Gründer des Landesblasorchester Baden-Württemberg. Unter seiner Leitung probte das Orchester Ende der 70er Jahre in der Aldinger Gemeindehalle. Der lange Zeit älteste und traditionsreichste Verein Aldingens war der 1859 gegründete Liederkranz Aldingen. Er wurde 2018 wegen Nachwuchsmangel aufgelöst.

### Sportvereine

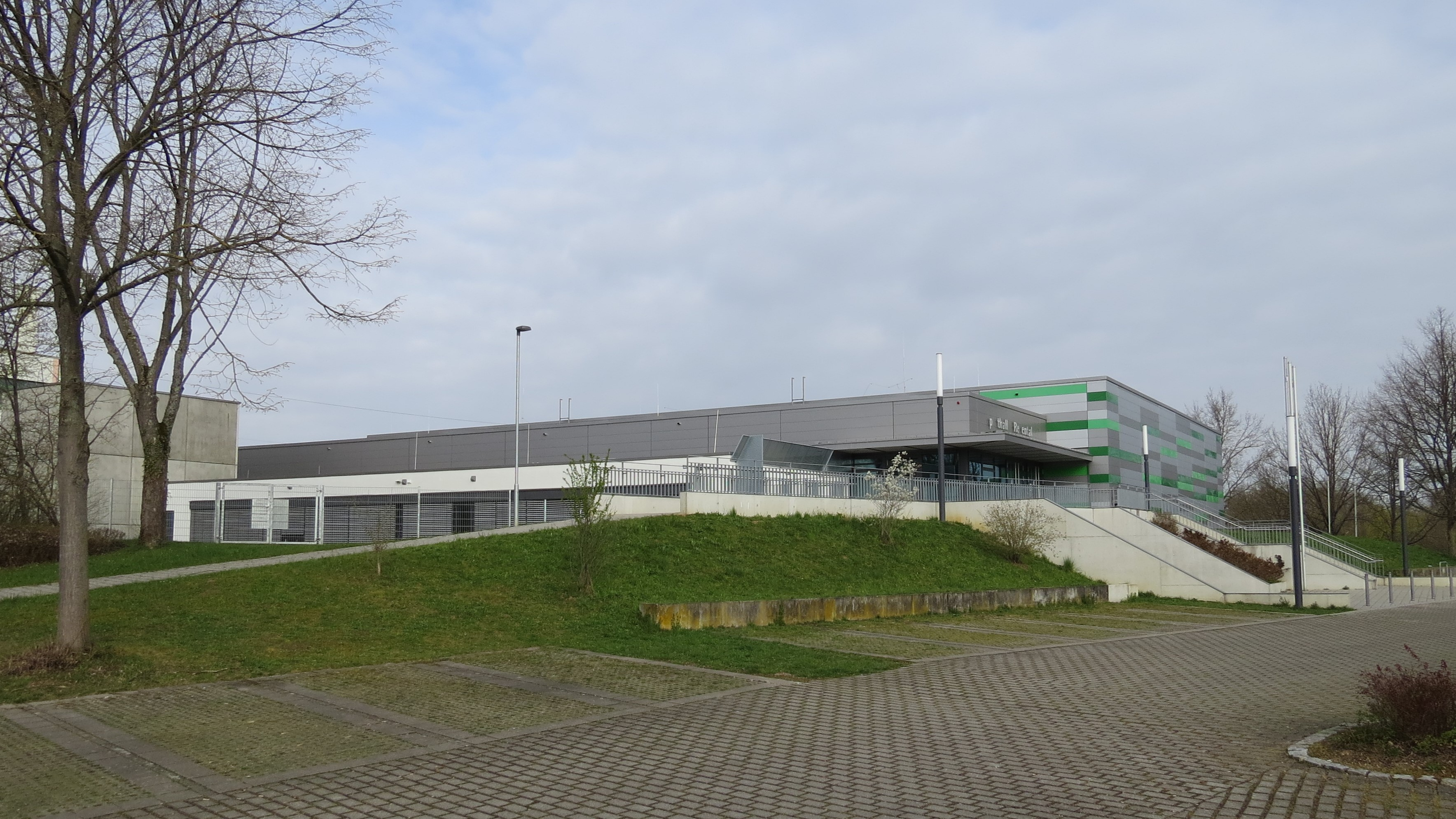
Sporthalle „Regental“ auf dem Gomperle

Den Aldinger Vereinen stehen als Sportanlagen direkt im Ortskern der Jahn-Sportplatz, die Sporthalle Aldingen sowie die Gemeindehalle Aldingen und am Rande des Wohngebiets Halden die Sporthalle Regental sowie das Stadion im Regental zur Verfügung. Des Weiteren kann auch auf Sportstätten in anderen Remsecker Ortsteilen zurückgegriffen werden. Diverse Remsecker Sportvereine haben in Aldingen ihren Hauptsitz, ihre Wettkampfstätte oder bieten ein Sportangebot an. Dies sind unter anderem die BG Remseck (Basketball), der KVA Remseck (Ringen), der M.S.C. Aldingen (Motorsport), der TA Remseck (Taekwondo) sowie der TC Aldingen (Tennis). Im Gewerbegebiet Aldinger Schleuse betreiben die Tanzsportler Andrzej Cibis und Victoria Kleinfelder-Cibis ein Tanzstudio, das für Tanzsport-Wettkämpfe mit dem eigens dafür gegründeten Verein Royal Dance Remseck zusammenarbeitet.

#### Turnverein Aldingen 1898 e. V.
Der Turnverein Aldingen 1898 e. V. (kurz: TV Aldingen oder TVA) ist ein traditionsreicher Multisparten-Sportverein. Er entstand als reiner Turnverein im Jahr 1898 durch dreizehn Gründer. 1906 erwarb der Vereine seine Fahne, die noch heute im Vereinsbesitz ist. Damit ist der TVA der älteste Sportverein der Stadt Remseck am Neckar. Mit rund 1.730 Mitgliedern (Stand: Januar 2023) ist er zudem der größte Verein der Stadt mit einem Schwerpunkt auf Kinder- und Jugendsport. Der TVA hat neun Abteilungen in den Sparten Fußball, Handball, Tischtennis, Jedermänner, Gymnastik, Turnen, Senioren, Tanzen und Leichtathletik. Die Heimspiele der TVA-Fußballer finden auf dem Jahn-Sportplatz nahe der Aldinger Ortsmitte statt. Heimspielstätte der TVA-Handballer ist die Sporthalle Regental. Das Frauen-Team der Handball-Abteilung ist als Landesligist die TVA-Mannschaft in der höchsten Spielklasse (Stand: Saison 2022/23). Die Tischtennisabteilung nutzt die Sporthalle der Realschule Remseck in Pattonville als Trainings- und Wettkampfstätte.
Die Sportler der Leichtathletik-Abteilung des TVA treten für die Startgemeinschaft LG Remseck an, einer Kooperation mehrerer Sportvereine, der auch der VfB Neckarrems und der SKV Hochberg angehören. Trainings- und Wettkampfstätte der LG Remseck ist das Stadion im Regental. Darüber hinaus kooperiert der TVA im Bereich des Freizeit- und Breitensports unter dem Dach des Vereine in Remseck e. V. mit weiteren Vereinen aus der Stadt Remseck.

### Bauwerke

#### Rund um den Schlosshof

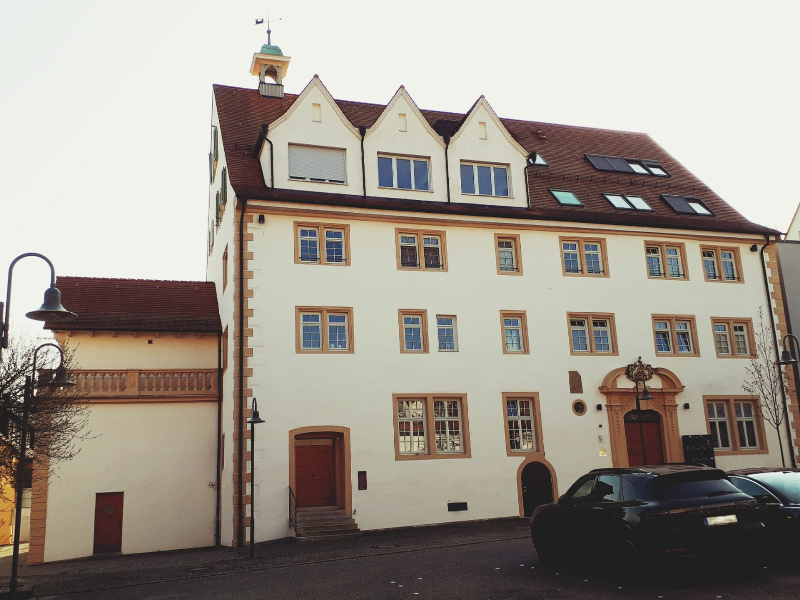
Schloss Aldingen

Direkt im Ortskern liegt Schloss Aldingen, ein schlichtes Herrenhaus im Stil der Renaissance mit barocken Verzierungen, das heute Privat genutzt wird und zuvor das Rathaus von Aldingen sowie später eine Außenstelle des Remsecker Rathauses beherbergte. Darin finden sich Deckengemälde des Malers Paul Ambrosius Reith. Außer dem Herrenhaus ist noch ein historisches Nebengebäude an der Nordwestseite des Schlosshofes erhalten, während die übrigen Gebäude rund um den Schlosshof durch moderne Wohn- und Gewerbegebäude ersetzt wurden. Vor dem westlichen Zugang zum Schlosshof steht eine „Der Kaltentaler“ genannte Beton-Plastik von Peter Lenk (vollständiger Name der Plastik: „Georg Friedrich von Kaltental und die Waise Adiz“), durch die eine Episode der Aldinger Ortsgeschichte dargestellt wird.

#### Kirchstraße/Schlösslestraße/Kelterstraße

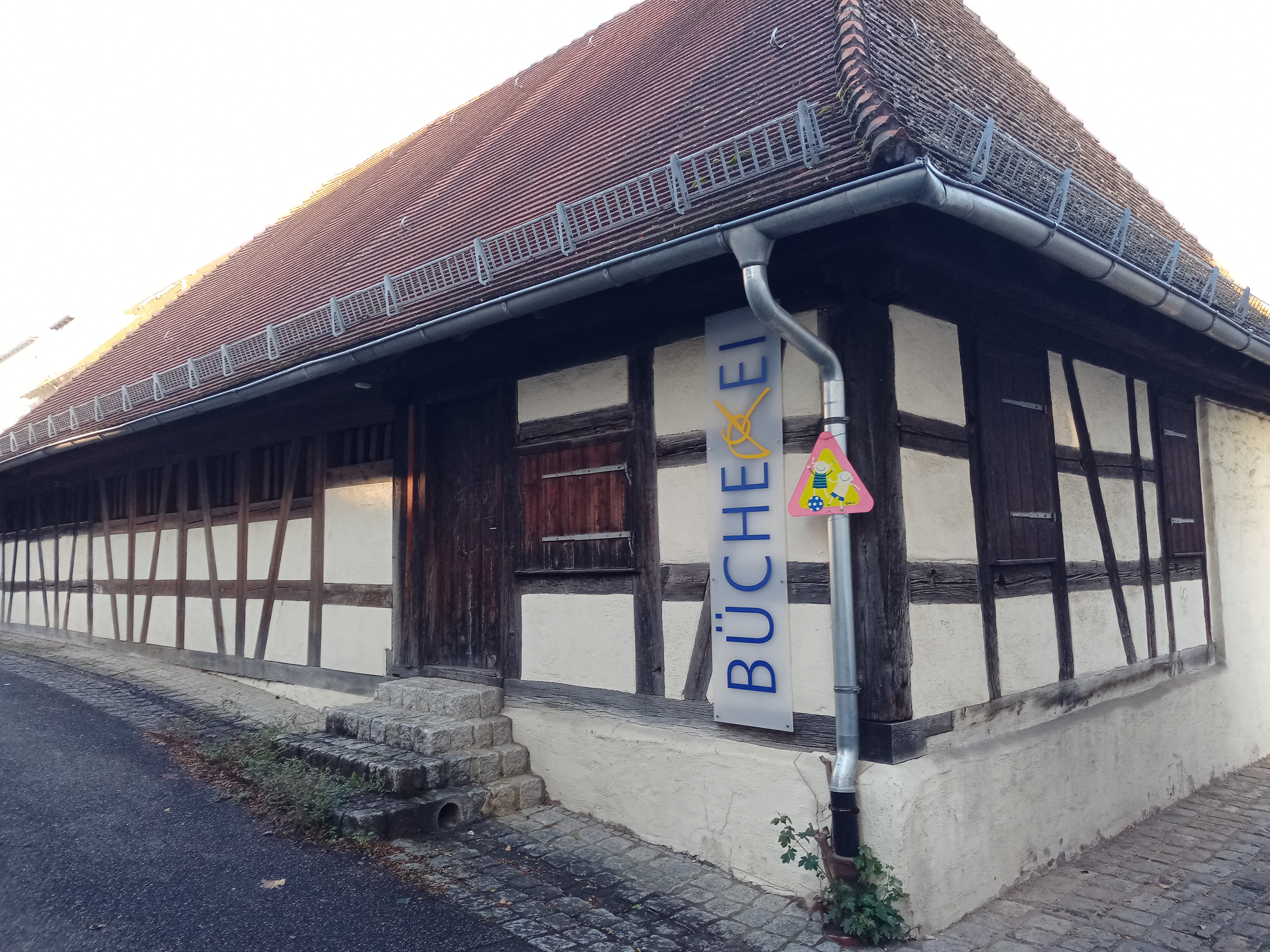
Aldinger Ortsbücherei in der alten Kelter

Geprägt wird der Ortskern durch den spätgotischen Turm der Margaretenkirche, die zusammen mit dem abgegangenen Aldinger Schlössle einst Teil der Burg Aldingen war. Die Margaretenkirche ist die evangelische Kirche des Ortes. Sie beherbergt 24 Grabdenkmäler unter anderem die von Joseph Schmid geschaffenen Denkmäler des Wolf Philipp von Hirnheim und seiner Frau Agatha von Kaltental. Rund um die Margaretenkirche sowie westlich davon in der Kirchstraße finden sich die ältesten erhaltenen Gebäude Aldingens, die teilweise bis ins 16. Jahrhundert datieren. Das Pfaffenhaus ist das älteste Gebäude Aldingens, es bildet mit dem Alten Schulhaus und der Margaretenkirche ein gemeinsames historisches Gebäudeensemble. Des Weiteren finden sich in der Kirchstraße zum Beispiel der noch heute genutzte barocke Pfarrhof oder die mit modernen Wohnungen eingerichtete einstige Zehntscheuer. Etwas oberhalb der Margaretenkirche befindet sich die Ortsbücherei in der 1720 entstandenen Kelter.

#### Am alten Neckarbett

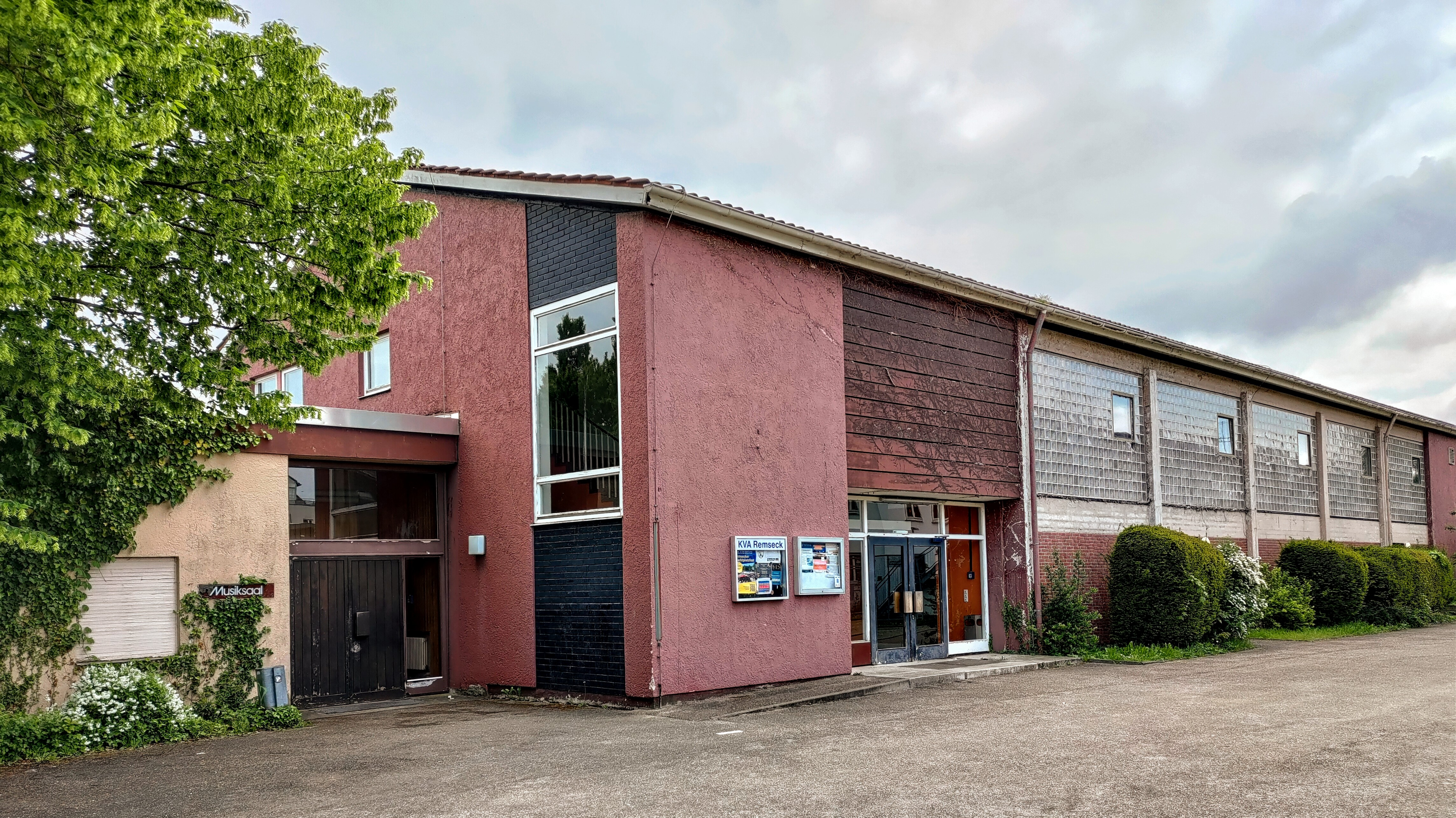
Alte Gemeindehalle bei der Neckarschule (2023)

In den 1930er Jahren wurde der Verlauf des Neckars bei Aldingen stark begradigt. Nahe der in diesem Zuge errichteten Aldinger Neckar-Staustufe befindet sich das gegen Ende des 20. Jahrhunderts erbaute, würfelförmige Haus der Bürger. Entlang des ehemaligen Neckarbetts verläuft nun die Neckarkanalstraße, dort befinden sich der Jahn-Sportplatz, der Campus der Neckarschule und der Wilhelm-Keil-Schule sowie die Aldinger Gemeindehalle. Noch aus dem 19. Jahrhundert stammt die Aldinger Mühle, die ursprünglich als Wassermühle erbaut wurde, seit der Neckarbegradigung sich aber in einiger Entfernung vom Fluss befindet. Vor dem Ortseingang liegt der Betriebshof der Stadtbahn mit dem markanten Turm der dortigen Leitstelle.

#### Auf dem Gomperle

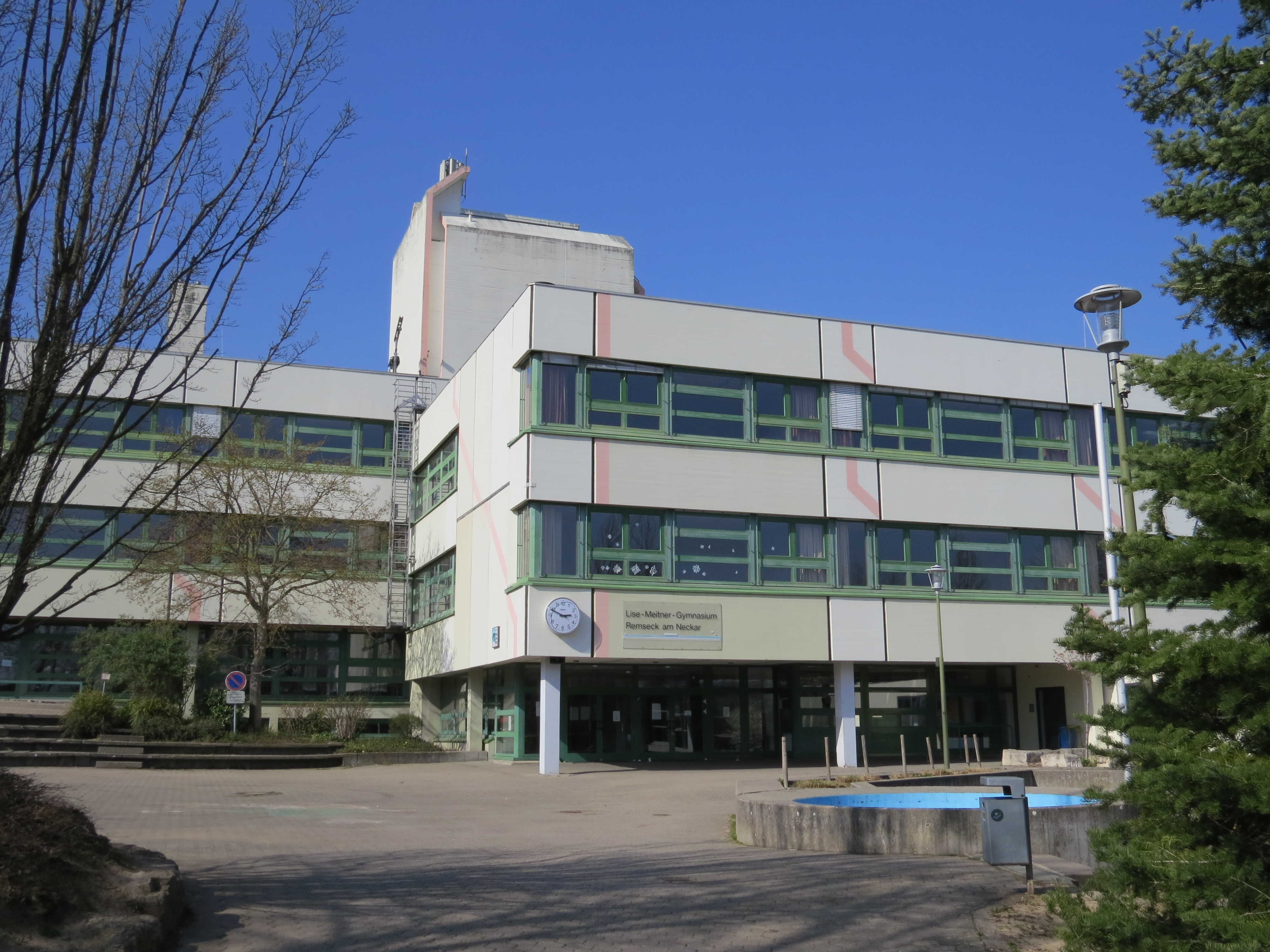
Bildungszentrum Remseck (Lise-Meitner-Gymnasium)

Am Rand des Wohngebiets Halden auf dem Gomperle befindet sich das Remsecker Bildungszentrum. Es liegt an der Grenze der Aldinger Gemarkung zu Neckargröningen. Das Bildungszentrum ist ein Gebäudekomplex aus dem Jahr 1975 mit mehreren späteren Anbauten, darunter auch der Sporthalle Regental sowie dem Stadion im Regental, welches sich bereits auf der Gemarkung Neckargröningen befindet. Der Gebäudekomplex wurde aufgrund seiner Lage im Volksmund ebenfalls als Gomperle bezeichnet. Planung und Bau des Bildungszentrums gehörten zu den ersten Kooperationen der fünf Remsecker Vorgängergemeinden, bevor diese sich 1975 zu Remseck zusammenschlossen. Im Laufe der Zeit waren mehrere Schulen hier untergebracht, zum Teil auch gleichzeitig. Derzeit beherbergt das Bildungszentrum das Remsecker Lise-Meitner-Gymnasium.

#### Kornwestheimer Straße

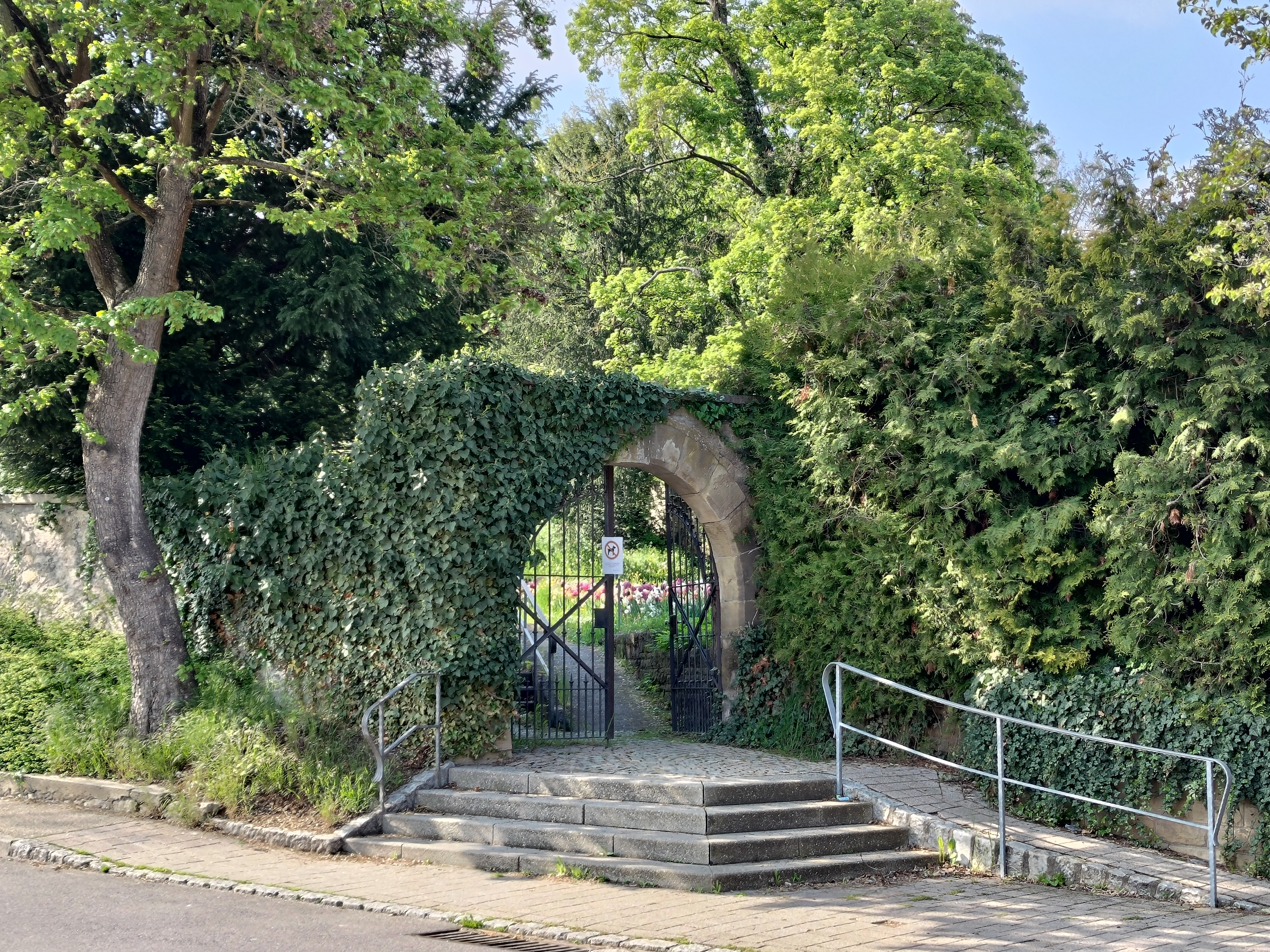
Eingangstor zum Friedhof in Aldingen (2023)

Etwas am Rand des Ortes in der Kornwestheimer Straße befindet sich der Friedhof von Aldingen. Nördlich davon liegt die katholische Kirche St. Petrus Canisius. Sie ist ein Gebäude aus dem Jahr 1966 mit einem freistehenden Beton-Turm.

### Lokale Sagen
Aus Aldingen sind diverse Volkssagen überliefert. Viele der Erzählungen haben mit übernatürlichen Geisterscheinungen zu tun. Die Bekanntesten sind jene von den Schlossfräulein, Geistern, deren aufgehängte Wäsche einen Wetterwechsel ankündigte, vom Veltle, einem von mehreren hilfreichen Geistern, die den Aldinger Winzern bei der Arbeit halfen, sowie vom Holzbachgeist, der von einem tapferen Bauern erlegt wurde. Auch zu Sichtungen des wilden Heers soll es gekommen sein.

## Wirtschaft und Infrastruktur

### Verkehr

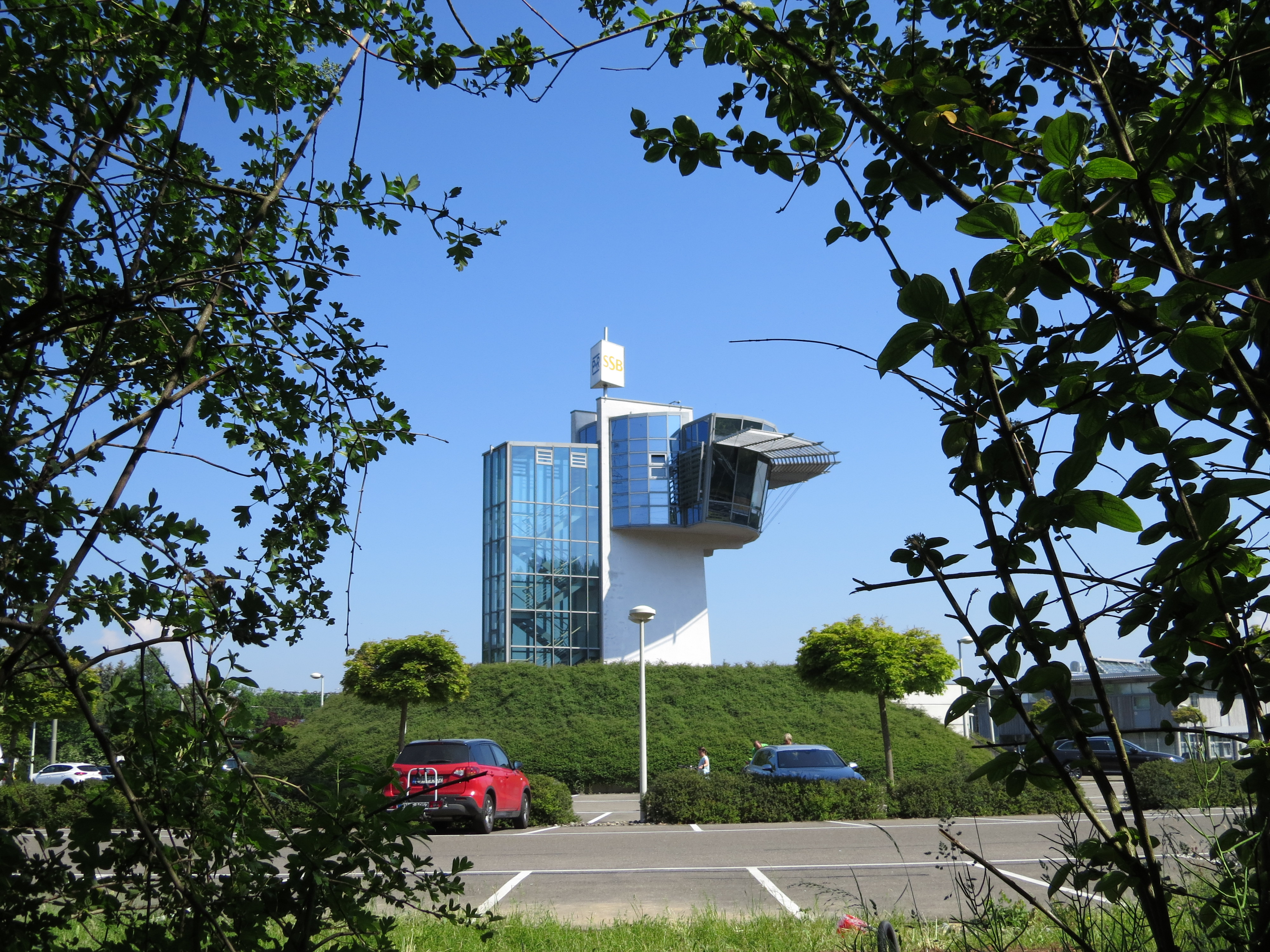
Turm der Leitstelle am Betriebshof der Stadtbahn Stuttgart

Am südlichen Ortsrand verläuft die Landesstraße L 1144 und am östlichen Ortsrand die L 1100.
Von 1910 bis 1926 war Aldingen an die Ludwigsburger Oberleitungs-Bahnen angeschlossen. Im Jahr 1999 wurde die Verlängerung der Stuttgarter Stadtbahn über Aldingen bis Neckargröningen eingeweiht sowie der in diesem Zusammenhang errichtete Betriebshof der Stadtbahn am Rand von Aldingen in Betrieb genommen. Aldingen ist seither mit drei Haltestellen an die Linie U12 der Stuttgarter Stadtbahn angeschlossen. Am Betriebshof findet sich auch ein P+R-Parkplatz. Eine Erweiterung der Stadtbahnstrecke in Richtung Ludwigsburg ist in Diskussion.
Durch Buslinien ist Aldingen indirekt mit Ludwigsburg (über Pattonville oder Neckargröningen) und mit Waiblingen (über Neckargröningen) verbunden. Am Neckar oberhalb der Staustufe befindet sich eine Anlegestelle der Personenschifffahrtsgesellschaft Neckar-Käpt’n.

### Wirtschaft
Das historische Aldingen war vor allem landwirtschaftlich geprägt, noch heute ist der Ort trotz seiner Lage inmitten der Region Stuttgart von landwirtschaftlichen Flächen umgeben. Neben Ackerbau und Viehzucht waren im 19. Jahrhundert zudem Fischerei und Weinbau verbreitet. Vom Weinbau, dessen Qualität allerdings als eher mäßig beurteilt wurde, zeugt bis heute die historische Kelter, welche mittlerweile als Ortsbücherei dient. Mit Unternehmen wie der Weberei der Familie Benedikt Elsas entstanden bereits im 19. Jahrhundert erste Industriebetriebe in Aldingen. Die Firma Elsas zog aufgrund ihres Wachstums aber bereits in den 1850er Jahren nach Ludwigsburg. Ab dem 20. Jahrhundert entwickelte sich Aldingen vor allem zur Wohnsiedlung für Pendler. Nach dem Zweiten Weltkrieg entstanden auch Industrie- und Gewerbegebiete, diese beherbergen heute vor allem kleine und mittelständische Unternehmen.
Auch einzelne größerer Firmen sind in Aldingen vertreten. So besaß Roche zeitweise eine Niederlassung im Gewerbegebiet Aldinger Schleuse, dort unterhält auch die Firma Rilling Sekt ein Lager. Am Holzbach befindet sich eine Niederlassung der Baumit GmbH, die aus der Firma Karl Epple heraus entstand. Die Teilweise noch unter dem ehemaligen Firmenname Hauke Erden agierende Reterra Erden Süd GmbH mit Sitz in Aldingen gehört zur Remondis-Gruppe.

### Bildung und öffentliche Einrichtungen

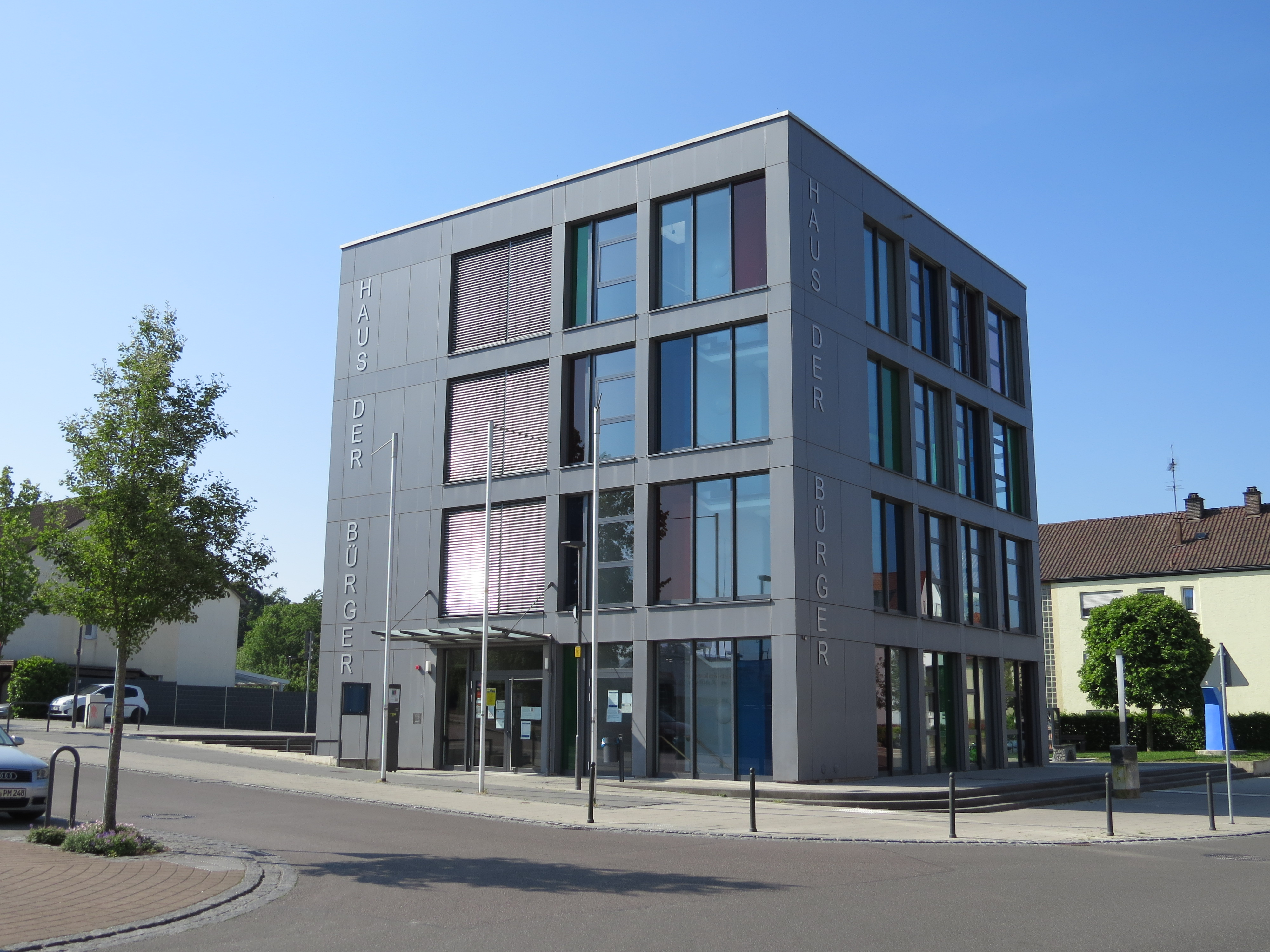
Remsecker Haus der Bürger

Aldingen besitzt mehrere Kindergärten sowie eine Grundschule, die Neckarschule. Mit dem Lise-Meitner-Gymnasium und der Wilhelm-Keil-Schule (Gemeinschaftsschule) sind zwei von drei weiterführenden Schulen Remsecks im Stadtteil Aldingen. Die Realschule der Stadt Remseck befindet sich auf Aldinger Gemarkung im Stadtteil Pattonville. In der historischen Kelter ist die Aldinger Ortsbücherei untergebracht, die zum Verbund der Mediathek Remseck gehört. Das Remsecker Haus der Bürger in Aldingen kann von Remsecker Bürgern, Vereinen und gemeinnützigen Organisationen als Veranstaltungsort genutzt werden. Für die älteren Mitbürger unterhält die Diakoniestation Remseck in Aldingen eine Tagespflegeeinrichtung, des Weiteren haben die Kleeblatt Pflegeheime einen Standort in Aldingen.
In der Aldinger Neckarstraße 112 befindet sich mit dem Haus der Feuerwehr einer von zwei Standorten der Freiwilligen Feuerwehr Remseck, unmittelbar daneben befindet sich ein Polizeiposten mit der Hausnummer 110. Ebenfalls in der Neckarstraße liegt der Bauhof der Stadt Remseck.

## Persönlichkeiten

### Söhne und Töchter von Aldingen
- Werner Eglinger (1568–1616), geheimer Rat und Oberamtmann
- Georg Friedrich von Kaltental (1649–1697), ihm zu Ehren steht in Aldingen die Skulptur „Kaltentaler“ (Beton-Plastik von Peter Lenk)[54]
- Georg Wolf von Kaltental (1681–1746), Direktor des Ritterkantons Kocher (seit 1731), württembergischer Obervogt (seit 1733) und kaiserlicher Oberster Kriegskommissar (seit 1734), letzter kaltentalischer Herr von Aldingen
- Friedrich von Knauss (1724–1789), deutscher Kleinuhrmacher, Automatenbauer und Erfinder
- David G. Jüngling (1808–1877), wanderte 1823 in die Vereinigten Staaten aus, anglisierte seinen Nachnamen zu Yuengling und gründete 1829 die „Eagle Brewery“ in Pottsville (heute D. G. Yuengling & Son), die älteste heute noch bestehende Brauerei der USA
- Benedikt Elsas (1816–1876), württembergischer Weber und Unternehmer sowie Pionier der Dampfmaschinentechnik in Württemberg

### Personen, die mit Aldingen in Verbindung stehen
- Wolf Philipp von Hirnheim († 1546), Marschall von Württemberg, sein Grabdenkmal ist in der Margaretenkirche
- Mayer Levi (1814–1874), wirkte von 1836 bis 1843 als Chasan der jüdischen Gemeinde in Aldingen
- Alfred Neubauer (1881–1980), ehemaliger Rennfahrer und Mercedes-Rennleiter, lebte zuletzt in Aldingen und ist auf dem dortigen Friedhof beerdigt[55]
- George S. Patton (1885–1945), Namensgeber für Pattonville, damals noch als Teil der Gemeinde Aldingen am Neckar
- Nikolaus Laing (1921–2013), Unternehmer und Erfinder sowie Eigner eines physikalisch-technischen Instituts in Aldingen, ebenda beigesetzt
- Richard Zettler (1921–2015), Musikdirektor des Musikvereins Aldingen von 1968 bis 1986, leitete zudem die Musikschule Remseck von 1978 bis 1986
- Jürgen Kanzleiter (* 1949), ehemaliger Fußball-Torhüter aus der Jugend des TV Aldingen, als Aktiver unter anderem für die Stuttgarter Kickers und SpVgg Ludwigsburg aktiv.
- Andrzej Cibis (* 1987) betreibt mit seiner Frau Victoria Kleinfelder-Cibis ein Tanzstudio im Gewerbegebiet Aldinger Schleuse
- Leonie Maier (* 1992), Fußball-Nationalspielerin (unter anderem Europameisterin und Olympiasiegerin), aus der Jugend des TV Aldingen
- Louis Geyer (* 2001), Football-Spieler, vormals aus der Fußball-Jugend des TV Aldingen